# Antonio Maria Nardi
Antonio Maria Nardi (Ostellato, 14 maggio 1897 – Bologna, 23 maggio 1973) è stato un pittore e illustratore italiano.

## Biografia
Figlio di Andrea Pio Nardi, impiegato del consorzio della bonifica renana, e di Zaira Brunori, nel 1912 entrò all'Accademia di Belle Arti di Bologna, in cui seguì corsi specialistici di ornato e disegno. Ottenne il diploma nel 1916 ed insieme ad esso il premio del Ministero della Pubblica Istruzione come "migliore licenziato dell'anno".
Come illustratore era già attivo nel campo editoriale dal 1915 e nel 1919 iniziò a collaborare con Mondadori. Tra il 1920 e il 1930 firmò le illustrazioni di circa 50 libri, fra cui una Divina Commedia, e collaborò con svariate riviste, tra cui il prestigioso periodico di Giovanni Papini La Festa, Corrierino, Il Corriere dei piccoli, Il giornalino della Domenica, Alba, Il Balilla, Il cartoccino dei piccoli, Cordelia, Topolino, Piccolo mondo sereno - Giornaletto dello scolaro.
Dalla metà degli anni venti la sua produzione pittorica si concentrò sul tema religioso. Tra i tanti, realizzò dipinti e affreschi a:
- Stienta per la Chiesa di Santo Stefano Papa.[4]
- Lama Polesine una pala di San Giuseppe sposo della Beata Vergine Maria patrono della parrocchia conservata nella Chiesa Santuario del Cristo Alluvionato.
- Bologna:
  - per la Chiesa di Santa Maria Lacrimosa degli Alemanni
  - per la Basilica di Sant'Antonio
  - per la Chiesa del Sacro Cuore di Gesù
  - per la Basilica di San Francesco
  - per la Basilica di Santa Maria dei Servi[5].
- Parma per la Chiesa di San Benedetto.
- Lendinara per la Chiesa di Santa Sofia.
- Modena per il santuario della Madonna del Murazzo.
- Cascia per il Monastero di Santa Rita da Cascia.
- Adria per la Cattedrale dei Santi Pietro e Paolo.
- Lugano per il seminario cittadino e per l'Istituto Santa Caterina.[1].
- Operò altresì per chiese di Roma, della Romagna, del Friuli, della Lombardia.

Fra il 1930 e il 1931 Antonio Maria Nardi, insieme ad Augusto Majani, Mario Sarto, Alfonso Borghesani, Umberto Bonfiglioli e Gigi Bignami, fu tra i decoratori della Casa di riposo per artisti "Lyda Borelli" a Bologna. In seguito eseguì i bozzetti per le vetrate della chiesa abbaziale di Poggio Renatico.
Vinse il quinto premio al Premio Cremona del 1940. Nel 1947 venne onorato a Rio de Janeiro con una mostra personale patrocinata dal Ministero della Cultura brasiliano. Nel 1949 decise di trasferirsi in Brasile, dove fu attivo non solo come pittore e illustratore ma anche come scultore e mosaicista.
Nel 1964 ricevette il titolo onorifico di Commendatore dell'Ordine di San Silvestro Papa. Un anno dopo decise di fare ritorno in Italia e nel 1970 venne designato come membro dell'Accademia Clementina. Nel 1972, un anno prima della sua morte, espone una mostra personale a Bologna nella galleria "Il collezionista", mentre un'antologica postuma gli viene dedicata alla Galleria "Ponte rosso" di Milano, a cura di Raffaele De Grada. Sue opere oggi si conservano nella Galleria Comunale d'Arte Moderna di Bologna, nei Musei Civici d'Arte Antica di Ferrara nel Fondo Medri, e al Museo nazionale delle belle Arti di Rio de Janeiro.
A Ferrara, il Comune gli ha dedicato due mostre retrospettive: la prima nel 1997-98, focalizzata esclusivamente sulla sua opera grafica e allestita presso il Museo dell'illustrazione, oggi soppresso; la seconda nel 2024 al Castello Estense,incentrata essenzialmente sulla sua pittura da cavalletto. A Ferrara, negli anni '20 del XX secolo, Nardi aveva illustrato vari libri e giornali e esposto in varie mostre collettive.
Il figlio Andrea Fausto (1928-2021), e il nipote Adriano Nardi (classe 1964) sono anch'essi pittori.